# Aphaenogaster praedo
Aphaenogaster praedo är en myrart som beskrevs av Carlo Emery 1908. Aphaenogaster praedo ingår i släktet Aphaenogaster och familjen myror.

## Underarter
Arten delas in i följande underarter:
- A. p. ellipsoida
- A. p. praedo